# Die Höhle der Löwen
Die Höhle der Löwen (kurz auch DHDL) ist eine deutsche Unterhaltungsshow, die erstmals im August 2014 vom Fernsehsender VOX ausgestrahlt wurde. Sie ist ein Ableger der britischen Sendung Dragons’ Den, eines Konzepts, das weltweit von Sony Pictures Television produziert und vermarktet wird. Die Höhle der Löwen wird in den MMC-Studios (Coloneum) in Köln aufgezeichnet und wöchentlich, jeweils montags, um 20:15 Uhr ausgestrahlt.
Während die Reihe stets im Spätsommer auf VOX startete, wurde sie 2020 erstmals mit einer Frühjahrsstaffel fortgesetzt und wird seitdem mit zwei Staffeln pro Jahr gesendet. Zudem wird seit 2022 jeweils im Dezember eine Weihnachts-Ausgabe ausgestrahlt.

## Konzept
In der Show werben Startups, Erfinder und Unternehmensgründer um Risikokapital, Working Capital, sowie Finanzmaßnahmen zum Wachstum ihres Unternehmens. Sie stellen ihre innovativen Geschäftskonzepte den „Löwen“ vor und bieten ihnen Geschäftsanteile in Relation zum ermittelten Unternehmenswert an. Die „Löwen“ sind prominente Investoren, die eigenes Geld in Unternehmen ihrer Wahl investieren und diese mit ihrem Wissen und ihrer Erfahrung fachlich begleiten. Die in einer Sendung gezeigten Präsentationen sind aus verschiedenen Aufzeichnungen zusammengeschnitten und stehen in keinem zeitlichen Zusammenhang. Nicht alle aufgezeichneten Pitches werden auch ausgestrahlt. Die vorgestellten Produkte zielen überwiegend auf Endkonsumenten und sind in der Regel gleichzeitig mit dem Ausstrahlungstermin der Sendung in Onlineshops und vielen Supermärkten erhältlich. Trotz der ausführlichen Produktdarbietungen im Fernsehen und den steigenden Verkaufszahlen nach der Ausstrahlung gilt die Show nicht als Dauerwerbesendung.

## Episodenliste
Eine Übersicht der Pitches mit Details wie Kapitalbedarf, Anteile und Investments sind im jeweiligen Hauptartikel der einzelnen Staffeln zu finden.
| Staffel | Anzahl der Episoden | Episoden | Erstausstrahlung  | Erstausstrahlung  |
| Staffel | Anzahl der Episoden | Episoden | Staffelpremiere   | Staffelfinale     |
| ------- | ------------------- | -------- | ----------------- | ----------------- |
| 1       | 9                   | 1–9      | 19. August 2014   | 14. Oktober 2014  |
| 2       | 11                  | 10–20    | 18. August 2015   | 27. Oktober 2015  |
| 3       | 11                  | 21–31    | 23. August 2016   | 1. November 2016  |
| 4       | 12                  | 32–43    | 5. September 2017 | 21. November 2017 |
| 5       | 12                  | 44–55    | 4. September 2018 | 20. November 2018 |
| 6       | 11                  | 56–66    | 3. September 2019 | 12. November 2019 |
| 7       | 6                   | 67–72    | 10. März 2020     | 21. April 2020    |
| 8       | 8                   | 73–80    | 31. August 2020   | 19. Oktober 2020  |
| 9       | 12                  | 81–92    | 22. März 2021     | 7. Juni 2021      |
| 10      | 8                   | 93–100   | 6. September 2021 | 25. Oktober 2021  |
| 11      | 9                   | 101–109  | 4. April 2022     | 30. Mai 2022      |
| 12      | 8                   | 110–117  | 29. August 2022   | 17. Oktober 2022  |
| 13      | 9                   | 118–126  | 3. April 2023     | 29. Mai 2023      |
| 14      | 8                   | 127–134  | 28. August 2023   | 16. Oktober 2023  |
| 15      | 8                   | 135–142  | 8. April 2024     | 10. Juni 2024     |
| 16      | 8                   | 143–150  | 2. September 2024 | 21. Oktober 2024  |
| 17      | 8                   | 151–158  | 28. April 2025    | 23. Juni 2025     |
| 18      | 8                   | 159–166  | 25. August 2025   | 13. Oktober 2025  |

### Staffel 1
Am 19. August 2014 startete die erste Staffel der Sendung auf VOX. Moderator war Amiaz Habtu. Als „Löwen“ wurden Lencke Steiner, Judith Williams, Vural Öger, Jochen Schweizer und Frank Thelen ausgewählt.
Aufgrund der überdurchschnittlichen Einschaltquoten verlängerte VOX die 1. Staffel kurzfristig um eine neunte Folge, die aus dem Wiedersehen von Unternehmen aus den ersten Folgen, sowie vier neuen Start-Ups bestand.

| Nr. (ges.) | Nr. (St.) | Teilnehmer | Premiere D    | Zuschauer |
| ---------- | --------- | --- | ------------- | --------- |
| 1          | 1         | Crispy Wallet ✓, Brümmi easysafe ×, Zuckerzahn ×, Q-Milk ×, Mexican Tears ×, Saunaspaß ×, Wellmed Allergo ○          | 19. Aug. 2014 | 1,80 Mio. |
| 2          | 2         | Convida ×, Mycleaner ○, Headis ×, Beli-Luu ○, Michael Hilgers ×, Denttabs ×, Jobbello ×                              | 26. Aug. 2014 | 1,71 Mio. |
| 3          | 3         | Knüppelknifte ×, Twinkle Kid ✓, Zlideon ×, Softstepheels ×, Bewusstsein ×, Le Petit Raisin ○, Paul Ketz Pfandring ×  | 2. Sep. 2014  | 1,75 Mio. |
| 4          | 4         | Catewalker ×, erdbär - Freche Freunde ×, Meisterclass ×, Musicworks ✓, Feralstuff ×, Locca ○                         | 9. Sep. 2014  | 1,77 Mio. |
| 5          | 5         | St. Erhard ×, my-lovesong.de ○, Ingirl Fashion ×, Vepura ○, Ella & Paul ×, Chirotractor ×                            | 16. Sep. 2014 | 1,89 Mio. |
| 6          | 6         | La Mode Abyssale ×, Knick'n'Clean ×, Meine Spielzeugkiste ✓, Clevershower ×, Bonds ×, Twins Fitness ×, Gobl Gürtel ✓ | 23. Sep. 2014 | 1,83 Mio. |
| 7          | 7         | Hip Trips ✓, Fischbar ×, Snugglepad ×, Holzhackmanschette ×, Adamus ○, K&K - Pirate Business ×, Bob Barrel ×         | 30. Sep. 2014 | 1,87 Mio. |
| 8          | 8         | G-Flop ×, M.A.K.S Therapiesack ○, Abschleppstopp ×, Protero ×, Scube ×, Plöpper ×, Calmdura ○                        | 7. Okt. 2014  | 2,02 Mio. |
| 9          | 9         | Clicc ×, Ice2Go ×, Kleiderei ×, Foodist ×                                                                            | 14. Okt. 2014 | 1,89 Mio. |

### Staffel 2
Aufgrund der hohen Einschaltquoten startete am 18. August 2015 die zweite Staffel der Sendung auf VOX. Amiaz Habtu moderierte weiterhin, auch die Auswahl der „Löwen“ blieb mit Lencke Steiner, Judith Williams, Vural Öger, Jochen Schweizer und Frank Thelen unverändert. Zusätzlich wurde in der zweiten Staffel gezeigt, was aus den Investments geworden ist.

| Nr. (ges.) | Nr. (St.) | Teilnehmer                                                                                  | Premiere D    | Zuschauer |
| ---------- | --------- | ------------------------------------------------------------------------------------------- | ------------- | --------- |
| 10         | 1         | Heimatgut ○, Sixtyone Minutes ×, Tragfix ×, Thronjuwel ×, Kape Skateboards ✓                | 18. Aug. 2015 | 1,92 Mio. |
| 11         | 2         | Dr. Severin ○, Chilli Island ×, Krass Fit ×, Mag'n'Tie ×, Babo Blue ✓                       | 25. Aug. 2015 | 1,64 Mio. |
| 12         | 3         | Bug Break ×, Spottster ×, Von Floerke ✓, Sunny Cage ×, Sign Spin ×, Mobilegarden ✓          | 1. Sep. 2015  | 1,78 Mio. |
| 13         | 4         | Buddy Watcher ×, LittleLunch ✓, The Eclectic Journey ×, Scoo Me ○, 3aArt ×, Einhorn ×       | 8. Sep. 2015  | 1,71 Mio. |
| 14         | 5         | von Jungfeld ×, MyDog365.com ○, Tom Yang ×, Heelbopps ×, Bottoms Up ×, Math42 ×             | 15. Sep. 2015 | 2,41 Mio. |
| 15         | 6         | Woop Woop ×, Lendstar ✓, SportyDate ×, Wundersam ×, Gourmetfix ✓, Lustblume ×               | 22. Sep. 2015 | 1,95 Mio. |
| 16         | 7         | Mind Cookies ×, Dinnery ✓, Cofix ×, Mapeau ×, TobyRich ✓, My Pillow Factory ×, FlyRad ×     | 29. Sep. 2015 | 2,16 Mio. |
| 17         | 8         | Bademeisterei ○, AngelCab ×, Rocking Dancing Colors ×, Stay2Day ×, PaperShape ×, GreenLab ○ | 6. Okt. 2015  | 2,17 Mio. |
| 18         | 9         | Slashpipe ×, CaroCooler ×, Koawach ○, Sunbonoo ×, Hamaka ×, Popcornloop ✓                   | 13. Okt. 2015 | 2,32 Mio. |
| 19         | 10        | Pfotenheld ×, Coffee Bags ○, flowkey ×, ajoofa ×, hand+fuss ×, Kleine Prints ○              | 20. Okt. 2015 | 2,28 Mio. |
| 20         | 11        | my SCHOKO WORLD ○, happystaffy.me ×, Skolder ✓, Antelope Suit ×, Frizle ×, SCHNEEADE ×      | 27. Okt. 2015 | 2,15 Mio. |

Am 1. Januar 2016 wurde eine Jubiläumssendung ausgestrahlt. Dort wurden die verrücktesten Start-up-Ideen, die spektakulärsten Deals und die besten Szenen aus Staffel 1 und 2 präsentiert.

### Staffel 3
Schon während der laufenden zweiten kündigte VOX die Produktion einer dritten Staffel an. Zum Jahresbeginn 2016 gaben zwei „Löwen“ bekannt, dass sie dort nicht mehr zu sehen sein werden: Reiseunternehmer Vural Öger wollte nach der Insolvenz seiner Firma V.Ö. Travel nicht mehr als Juror und Investor zur Verfügung stehen. Am 17. Januar 2016 wurde Carsten Maschmeyer als sein Nachfolger benannt und gründete eigens für die Teilnahme an der Sendung eine Investmentfirma. Die Sendung verließ außerdem Lencke Steiner, die sich fortan verstärkt ihrer politischen Aufgabe in Bremen widmen wollte. Als Nachfolger für ihre Position wurde der Unternehmer Ralf Dümmel benannt.
Die Dreharbeiten zur dritten Staffel begannen im Februar 2016; die erste Folge wurde am 23. August 2016 ausgestrahlt. Die Folge vom 20. September 2016 erreichte erstmals die 3-Millionen-Zuschauer-Grenze in der Geschichte der Show.
| Nr. (ges.) | Nr. (St.) | Teilnehmer                                                                                        | Premiere D    | Zuschauer |
| ---------- | --------- | ------------------------------------------------------------------------------------------------- | ------------- | --------- |
| 21         | 1         | Ankerkraut ✓, Evrgreen ×, Limberry ✓, DPS ×, FindPenguins ✓, Bügel-Clou ✓                         | 23. Aug. 2016 | 2,63 Mio. |
| 22         | 2         | Blufixx ✓, Grillido ×, Foreverly ✓, TwinBottle ×, Kale & Me ×, Abfluss-Fee ✓                      | 30. Aug. 2016 | 2,80 Mio. |
| 23         | 3         | Towell+ ✓, Reishunger ×, Ponyhütchen ×, penta-sense ✓, Schleifenparadies ×, Teppino ×             | 6. Sep. 2016  | 2,67 Mio. |
| 24         | 4         | SensoPro Trainer ×, SugarShape ○, Fovea ×, Nachtwaechter ✓, KickBase ×, Malzit ✓                  | 13. Sep. 2016 | 2,65 Mio. |
| 25         | 5         | Lalatz ×, Glasello ✓, Papa Türk ✓, Intueat ×, Brad Brat ×, Gloryfy ✓                              | 20. Sep. 2016 | 3,08 Mio. |
| 26         | 6         | Vocier ×, Lizza ✓, WeCharge ×, Mybeautylight ✓, Frooggies ✓, Mach Dich Bunt ×                     | 27. Sep. 2016 | 3,08 Mio. |
| 27         | 7         | DasKaugummi ○, Grüezi bag ✓, Caketales ✓, Holzpost ✓, VeggiePur ✓, GlowGarage ✓, Brotliebling ×   | 4. Okt. 2016  | 2,94 Mio. |
| 28         | 8         | Suckit ×, SunnyBAG ○, Onkel Wolle ×, Evopark ×, Oscar & Trudie ×, Pannenfächer ✓                  | 11. Okt. 2016 | 2,68 Mio. |
| 29         | 9         | eBall ○, Gøld’s ×, Joidy ×, Nutriday ×, Kinderleichte Becherküche ✓, zzysh ×                      | 18. Okt. 2016 | 3,32 Mio. |
| 30         | 10        | Wizardo ×, myChipsbox ✓, Filii Barefoot ×, Scuddy ✓, MarvelBoy ×, Earebel ✓                       | 25. Okt. 2016 | 3,06 Mio. |
| 31         | 11        | Casino4Home ✓, Gesund & Mutter ×, Bataillon Belette ✓, Botanic Horizon ×, Studybees ×, TryFoods ○ | 1. Nov. 2016  | 2,70 Mio. |

### Staffel 4
Am 12. Oktober 2016 wurde eine vierte Staffel der Sendung seitens VOX bestellt. Anfang November 2016 wurde bekannt, dass Jochen Schweizer als Investor aussteigen wird. Dies begründete er damit, dass er sich verstärkt dem Bau seiner Jochen-Schweizer-Arena zuwenden wolle. Als Nachfolgerin wurde die ehemalige Bundestagsabgeordnete Dagmar Wöhrl bestätigt. Wöhrl vertritt als Investorin die Hotelkette ihres Sohnes, Marcus Maximilian Wöhrl, und die Intro-Gruppe ihres Mannes, Hans Rudolf Wöhrl.
Die vierte Staffel wurde im Frühjahr 2017 aufgezeichnet und vom 5. September bis 21. November 2017 ausgestrahlt. Beim Dreh wurde Judith Williams aus gesundheitlichen Gründen zweimal von Georg Kofler vertreten.
| Nr. (ges.) | Nr. (St.) | Teilnehmer                                                                                          | Premiere D    | Zuschauer |
| ---------- | --------- | --------------------------------------------------------------------------------------------------- | ------------- | --------- |
| 32         | 1         | ProtectPax ✓, hearts for heels ×, Luicella’s Ice Cream ✓, Otto Wilde Grillers ×, ReMoD MovEAid ✓    | 5. Sep. 2017  | 2,55 Mio. |
| 33         | 2         | Teamwallet ○, TattooMed ×, Fluxbag ✓, MySchleppApp ✓, Helga ✓                                       | 12. Sep. 2017 | 2,71 Mio. |
| 34         | 3         | Schnexagon ○, BigBoxBerlin ×, Grace Flowerbox ✓, Five Skincare ○, Getaway ×, Parodont Creme ✓       | 19. Sep. 2017 | 2,68 Mio. |
| 35         | 4         | Kletterletter ✓, Soundbrenner ×, kajnok ○, GB-Tuning Go Simply ✓, Original Unverpackt ×, fittaste ✓ | 26. Sep. 2017 | 2,43 Mio. |
| 36         | 5         | ReVoDancer ×, Veluvia ✓, everysize ×, Pumperlgsund Good Eggwhites ✓, Timeular Zei ×, Mabyen ✓       | 3. Okt. 2017  | 2,90 Mio. |
| 37         | 6         | Mioolio ✓, Goodsmith ×, Pony Puffin ✓, erledigungen.de ×, Sywos ✓, Parce ○                          | 10. Okt. 2017 | 3,05 Mio. |
| 38         | 7         | Rokitta’s Rostschreck ✓, wydr ×, Der kleine Knick ×, Morotai ✓, Fairy Snow ×, 3Bears ✓              | 17. Okt. 2017 | 3,17 Mio. |
| 39         | 8         | ArtNight ✓, KeDDii Scoop ✓, No Limit ×, ManPlan ✓, TeeFee ×, HappyBrush ✓                           | 24. Okt. 2017 | 2,88 Mio. |
| 40         | 9         | Foodguide ✓, FluxPort ×, RubberBÜX ✓, Fried Elements ✓, Rasenreich ×, Bone Brox ×                   | 31. Okt. 2017 | 2,61 Mio. |
| 41         | 10        | Too Good To Go ○, GTC Blinker Handschuh ✓, sqyle ×, IntHim ○, Biskitty ×                            | 7. Nov. 2017  | 3,16 Mio. |
| 42         | 11        | Yummynator ✓, Vulpés ×, Happy Cheeze ○, TukLuk ✓, detox Rebels ×, Happy po ✓                        | 14. Nov. 2017 | 2,65 Mio. |
| 43         | 12        | Talentcube ✓, Fensterschnapper ✓, trackle ×, CHEF.ONE ○, I lock it ×, tastillery ○                  | 21. Nov. 2017 | 3,13 Mio. |

### Staffel 5
Die fünfte Staffel wurde vom 4. September bis zum 20. November 2018 ausgestrahlt. Judith Williams wurde öfter als in Staffel 4 erneut von ihrem Geschäftspartner Georg Kofler vertreten.

| Nr. (ges.) | Nr. (St.) | Teilnehmer                                                                             | Premiere D    | Zuschauer |
| ---------- | --------- | -------------------------------------------------------------------------------------- | ------------- | --------- |
| 44         | 1         | Catch Up ✓, Jacky F. ×, Volatiles Lighting ○, Swedish Fall ×, Calligraphy Cut ✓        | 4. Sep. 2018  | 2,81 Mio. |
| 45         | 2         | Daisy Grip ○, Trinity ×, Ruwi ✓, Pazls Möbel ○, furryfit ×, Spooning Cookie Dough ✓    | 11. Sep. 2018 | 3,00 Mio. |
| 46         | 3         | smart sleep ✓, dot on art ✓, Bugfoundation ×, plankpad ✓, SIM Characters ×             | 18. Sep. 2018 | 2,76 Mio. |
| 47         | 4         | TwerXout ×, sleeperoo ✓, smicies ×, ello ✓, Gearflix ×, waschies ✓                     | 25. Sep. 2018 | 2,74 Mio. |
| 48         | 5         | Chia Bowl ×, Flippo Kids ✓, Finanzguru ✓, Diamant Blading ×, goleygo ✓                 | 2. Okt. 2018  | 2,94 Mio. |
| 49         | 6         | eatapple ×, Trockenfix ✓, Design Bubbles ○, pook ✓, yoga board ×, CurveSYS ✓           | 9. Okt. 2018  | 2,89 Mio. |
| 50         | 7         | Abdeckblitz ✓, Kaiserschlüpfer ×, Frittenlove ✓, Privalino ×, kuchentratsch ✓          | 16. Okt. 2018 | 2,61 Mio. |
| 51         | 8         | Sanilu Clean ✓, CuraLuna ○, Ösel Birch ×, Relaxopet ✓, Tracktics ×                     | 23. Okt. 2018 | 2,84 Mio. |
| 52         | 9         | waterdrop ✓, Boneguard ×, RoadAds ○, FitSeat ×, milquino ×, Fugentorpedo ✓             | 30. Okt. 2018 | 3,10 Mio. |
| 53         | 10        | prezit o, Nero ×, Vegdog ✓, calimoto ×, Lazys ×, aspira clip ✓                         | 6. Nov. 2018  | 2,85 Mio. |
| 54         | 11        | walkie ×, Caps Air ✓, YFood ✓, poolathlete / pemo ×, Aktimed ✓, Darguner Klostervogt × | 13. Nov. 2018 | 2,82 Mio. |
| 55         | 12        | EinStückLand ×, Safaya ✓, Realtrue ×, Man Upgrader ✓, Tonefit ✓, Troy ✓                | 20. Nov. 2018 | 3,04 Mio. |

### Staffel 6
Die sechste Staffel wurde vom 3. September bis 12. November 2019 ausgestrahlt.
Als neuer „Löwe“ war Nils Glagau dabei. Zudem traten Judith Williams und Georg Kofler nicht mehr gemeinsam als Investoren auf, sondern investierten getrennt. Anders als in den vorherigen Staffeln wechselten die Investoren von Pitch zu Pitch, sodass trotz der Gesamtzahl von sieben Investoren nur fünf auf die Gründer trafen.

| Nr. (ges.) | Nr. (St.) | Teilnehmer                                                                           | Premiere D    | Zuschauer |
| ---------- | --------- | ------------------------------------------------------------------------------------ | ------------- | --------- |
| 56         | 1         | PAUDAR Bratpulver ✓, Wheel Blades ×, Jagua for You ✓, sphery ×, Skills4School ✓      | 3. Sep. 2019  | 2,60 Mio. |
| 57         | 2         | rezemo ○, Sofa Concerts ×, Everest Climbing ○, vetevo ×, Soummé ✓                    | 10. Sep. 2019 | 2,78 Mio. |
| 58         | 3         | Stickerstars ×, Taste Hero ✓, SunCrafter ×, iCapio ✓, Renjer ✓                       | 17. Sep. 2019 | 2,70 Mio. |
| 59         | 4         | La Ribollita ✓, Sirplus ×, Miwiam ✓, Kluba Medical ×, DeineStudienfinanzierung ○     | 24. Sep. 2019 | 2,92 Mio. |
| 60         | 5         | Brad Brat ×, Protect Pads ✓, Aer ✓, Camping Butler ×, Gobunion ✓                     | 1. Okt. 2019  | 2,87 Mio. |
| 61         | 6         | Flipcar ×, Mama Wong ✓, Jaykay ×, Strong ×, Bitterliebe ✓                            | 8. Okt. 2019  | 2,81 Mio. |
| 62         | 7         | Mellow Monkey ×, Soccer-Performancesack ×, Easy Pan ✓, Ahead ×, Pferde-App ✓, Clew × | 15. Okt. 2019 | 2,66 Mio. |
| 63         | 8         | Wingbrush ✓, Gafferwand ×, Pattarina ○, Rock the Billy ×, Noveltea ✓                 | 22. Okt. 2019 | 2,81 Mio. |
| 64         | 9         | Drive Dressy ×, Drillstamp ✓, Covercycle ×, Weedo Funwear ✓, Plantbreak ✓            | 29. Okt. 2019 | 2,44 Mio. |
| 65         | 10        | Elixr ✓, binkybox ×, Keimster ✓, no rats on board ×, De Cana Panela ✓                | 5. Nov. 2019  | 2,64 Mio. |
| 66         | 11        | Fairment ×, Homeshadows ✓, Ooshi ×, Scansation ×, Elimba ○                           | 12. Nov. 2019 | 2,90 Mio. |

### Staffel 7
Erstmals strahlte VOX bereits im Frühjahr eines Jahres sechs neue Folgen der Show aus. Diese wurden vom 10. März bis 21. April 2020 gesendet. Investor Frank Thelen gab nach der 6. Staffel 2019 bekannt, die Sendung nach der 7. Staffel verlassen zu wollen.
Am 6. April 2020 wurde ein Spezial unter dem Namen Die Höhle der Löwen – Der Talk ausgestrahlt. Moderiert wurde die Sendung von Amiaz Habtu und Tanit Koch.

| Nr. (ges.) | Nr. (St.) | Teilnehmer                                                                     | Premiere D    | Zuschauer |
| ---------- | --------- | ------------------------------------------------------------------------------ | ------------- | --------- |
| 67         | 1         | rootify ○, Willhelm Grill ×, ROSTdelete ✓, Pakama ×, Mimik Skincare ○          | 10. März 2020 | 2,20 Mio. |
| 68         | 2         | Maison Baum ×, flexylot ✓, Curassist ○, petTracer ×, YAB Fitness ○             | 17. März 2020 | 2,12 Mio. |
| 69         | 3         | Yuca Loca ×, CB.Lash ○, commentaro ×, LeiKoSi ×, Lazy Leaf ✓, Music Traveler × | 24. März 2020 | 2,39 Mio. |
| 70         | 4         | caryyygum ✓, FitterYOU ×, Kofu ×, Margaret and Hermione ✓, Flexmed ✓           | 7. Apr. 2020  | 2,49 Mio. |
| 71         | 5         | Capanova ×, GentleMonkeys ✓, Ayse Byzanz ×, Sdui ×, RopeScout ✓                | 14. Apr. 2020 | 2,27 Mio. |
| 72         | 6         | Panthergrip ✓, drinkbetter elixir ✓, keimEx ×, Rankwerk ×, Duschbrocken ✓      | 21. Apr. 2020 | 2,20 Mio. |

### Staffel 8
Die achte Staffel wurde vom 31. August bis 19. Oktober 2020 erneut auf VOX ausgestrahlt. Die Erstausstrahlung erfolgte erstmals montags statt dienstags. Als neuer Löwe ist Nico Rosberg als Ersatz für Frank Thelen dabei.

| Nr. (ges.) | Nr. (St.) | Teilnehmer                                                              | Premiere D    | Zuschauer |
| ---------- | --------- | ----------------------------------------------------------------------- | ------------- | --------- |
| 73         | 1         | GRPSTAR ✓, Yumbau ×, flapgrip ✓, ChargeX Aqueduct ×, gitti ○            | 31. Aug. 2020 | 2,57 Mio. |
| 74         | 2         | vly ×, Schreibpilot ✓, not less but better ○, HitPartner ×, bruXane ○   | 7. Sep. 2020  | 2,38 Mio. |
| 75         | 3         | richtiggutbewerben.de ✓, PoBeau ×, Gomago ✓, Gymbutler ×, Green MNKY ✓  | 14. Sep. 2020 | 2,34 Mio. |
| 76         | 4         | Forest Gum ×, FH2OCUS ✓, Hit The Beat ×, klangquadrat ✓, letsact ×      | 21. Sep. 2020 | 2,52 Mio. |
| 77         | 5         | Move it Mama ×, vytal ✓, Yammbits ✓, Knetbeton ×, Solmove ○             | 28. Sep. 2020 | 2,40 Mio. |
| 78         | 6         | mybimaxx ×, MediDusch ✓, Schmuki ✓, Ellas’s Basen Bande ✓, Pocket Sky × | 5. Okt. 2020  | 2,31 Mio. |
| 79         | 7         | Presize.ai ✓, Loomaid ✓, Straffr ×, Knödelkult ✓, Sorose ○              | 12. Okt. 2020 | 2,15 Mio. |
| 80         | 8         | Yucona ✓, AHO.BIO ×, NUI Cosmetics ✓, Twentyless ✓, Hyconnect ✓         | 19. Okt. 2020 | 2,39 Mio. |

### Staffel 9
Die neunte Staffel wurde zwischen dem 22. März bis 7. Juni 2021 ausgestrahlt und umfasst 12 Folgen. Da die neuen Folgen zeitgleich mit denen der letzten Staffel gedreht wurden, ändern sich die Löwen nicht.

| Nr. (ges.) | Nr. (St.) | Teilnehmer                                                              | Premiere D    | Zuschauer |
| ---------- | --------- | ----------------------------------------------------------------------- | ------------- | --------- |
| 81         | 1         | Beneto Foods ✓, Compasstrainer ○, GetSteps ×, Bideo ✓, Repaq ×          | 22. März 2021 | 2,38 Mio. |
| 82         | 2         | Back’O’Funny ✓, Heat it ×, CO’PS ✓, Khou Khii ×, Zaunkoenig ○           | 29. März 2021 | 2,04 Mio. |
| 83         | 3         | easyBeeBox ✓, Pocketsy ×, Flüwa ✓, Kulero ○, Munevo Drive ×             | 5. Apr. 2021  | 1,87 Mio. |
| 84         | 4         | Sause ✓, Bierkruste ×, Pinky ✓, Lucky Loop ×, Werksta.tt ○              | 12. Apr. 2021 | 2,02 Mio. |
| 85         | 5         | Beerbag ✓, Zasta ×, MyEy ○, bikuh ×, Nao ✓                              | 19. Apr. 2021 | 2,05 Mio. |
| 86         | 6         | Pottburri ✓, HaselHerz ✓, Coffee Colorato ✓, Steadify ×, aumio ×        | 26. Apr. 2021 | 2,34 Mio. |
| 87         | 7         | Primoza ×, NDEYEFOODS ○, ajuma ✓, Laori ×, smartQ ✓                     | 3. Mai 2021   | 2,43 Mio. |
| 88         | 8         | GreenBill ○, Badesofa ✓, Marée ×, aidhere ×, Udo ✓                      | 10. Mai 2021  | 2,42 Mio. |
| 89         | 9         | mysleepmask ✓, Sminno ×, mellow NOIR ✓, Winemaster ✓, Marschpat ×       | 17. Mai 2021  | 2,23 Mio. |
| 90         | 10        | The Makery ○, Bodywallet ×, SUMMERSAVER ✓, Hardcork ×, Evertree ✓       | 24. Mai 2021  | 1,70 Mio. |
| 91         | 11        | Lambus ○, WowWow ✓, Wavewinder ×, Hilli Fruits ✓, sked ✓                | 31. Mai 2021  | 1,90 Mio. |
| 92         | 12        | Mary’s Coconut Coffee ✓, Routago ×, FitOaty ○, miss.pinny ×, B’n’Tree ○ | 7. Juni 2021  | 2,05 Mio. |

### Staffel 10
Die zehnte Staffel wurde vom 6. September bis zum 25. Oktober 2021 gesendet. Die Löwen der letzten Staffel blieben bestehen, jedoch gab es in Folge 96 die „Gastlöwen“ Anne und Stefan Lemcke, welche in Staffel 3 einen Deal mit Frank Thelen hatten.

| Nr. (ges.) | Nr. (St.) | Teilnehmer                                                                           | Premiere D    | Zuschauer |
| ---------- | --------- | ------------------------------------------------------------------------------------ | ------------- | --------- |
| 93         | 1         | classplash ×, Osmans Töchter ○, Asalea ✓, Laufmaus ✓                                 | 6. Sep. 2021  | 1,99 Mio. |
| 94         | 2         | portHy ×, Frau Poppe ✓, Miniatouring ×, KOHPA ✓, Tape Art ○                          | 13. Sep. 2021 | 2,03 Mio. |
| 95         | 3         | Novus ×, Botanyia ✓, independesk ✓, Glossy Seams ✓, JoyBräu ○                        | 20. Sep. 2021 | 2,18 Mio. |
| 96         | 4         | Stur ×, Moovya ×, Holy Pit! ✓, Kleiderly ×, Veggie Crumbz ✓                          | 27. Sep. 2021 | 2,05 Mio. |
| 97         | 5         | Shavent ✓, Löwenkind ✓, Fun with Balls ×, MyTaag ✓, bluegreen ✓                      | 4. Okt. 2021  | 2,20 Mio. |
| 98         | 6         | Catlabs ✓, Iss doch Wurscht ✓, Hackboe ×, HealthMe ✓, Scewo ×                        | 11. Okt. 2021 | 2,47 Mio. |
| 99         | 7         | Scooper ✓, Early Green ✓, Asphaltkind ○, Soapflaker ✓, Wryte ×                       | 18. Okt. 2021 | 2,17 Mio. |
| 100        | 8         | Saatgutkonfetti ○, DeWok ✓, Talking Hands ×, Colorsafe ✓, Grundriss in Lebensgröße ✓ | 25. Okt. 2021 | 2,36 Mio. |

### Staffel 11
Die elfte Staffel wurde vom 4. April bis zum 30. Mai 2022 ausgestrahlt. An den Löwen änderte sich nichts, jedoch war in Folge 104 die Unternehmerin Sarna Röser als Gastlöwin zu sehen.

| Nr. (ges.) | Nr. (St.) | Teilnehmer                                                                | Premiere D    | Zuschauer |
| ---------- | --------- | ------------------------------------------------------------------------- | ------------- | --------- |
| 101        | 1         | 2bag ✓, LAIK ×, Fairhair ✓, Bierfrüchtchen ×, SendMePack ✓                | 4. Apr. 2022  | 2,20 Mio. |
| 102        | 2         | Silverton ×, Shea Yeah ✓, Audory ○, Toolbot ×, Laxplum ✓                  | 11. Apr. 2022 | 2,04 Mio. |
| 103        | 3         | The Plant Box ✓, Bavarian Rescher ✓, Res-T ×, WireStyle ○, Smartbraille × | 18. Apr. 2022 | 1,82 Mio. |
| 104        | 4         | Le Gurque ○, Read-O ○, Lucky Plant ✓, Retter Kräcker ×, Xeem ✓            | 25. Apr. 2022 | 2,09 Mio. |
| 105        | 5         | Happy Oceans Foods ✓, Shower+ ×, Freibeik ✓, Woollaa ×, Chaanz ○          | 2. Mai 2022   | 1,78 Mio. |
| 106        | 6         | Deep One ○, Stevi & Schnücks ×, NetzBeweis ✓, uready ×, Hans Ranke ✓      | 9. Mai 2022   | 1,73 Mio. |
| 107        | 7         | NaschNatur ✓, Mijasi ✓, Nivilli ×, Aivy ○, VapoWesp ✓                     | 16. Mai 2022  | 2,05 Mio. |
| 108        | 8         | Konkrua ○, Imagine Playhouse ✓, This Place ×, Keego ○, Grillaxed ×        | 23. Mai 2022  | 1,80 Mio. |
| 109        | 9         | Everjump ×, Stallzauber ✓, Lampix ○, Knights Fragrances ×, Rollyz ✓       | 30. Mai 2022  | 1,92 Mio. |

### Staffel 12
Die zwölfte Staffel wurde vom 29. August bis 17. Oktober 2022 ausgestrahlt. In Folge 114 war die Gastlöwin Diana zur Löwen zu sehen. Ralf Dümmel und Georg Kofler traten in dieser Staffel als gemeinsame Investoren auf, nachdem Dümmel seine Firma im Oktober 2021 an Kofler verkauft hatte.

| Nr. (ges.) | Nr. (St.) | Teilnehmer                                                              | Premiere D    | Zuschauer |
| ---------- | --------- | ----------------------------------------------------------------------- | ------------- | --------- |
| 110        | 1         | Pagopace ✓, Mamas Falafelteig ×, Lemonist ✓, Without Me ×, BeeSafe ✓    | 29. Aug. 2022 | 1,67 Mio. |
| 111        | 2         | Nippli ✓, Hopper ×, Socklaender ✓, GinGillard ✓, CLR Outdoor ×          | 5. Sep. 2022  | 1,92 Mio. |
| 112        | 3         | NextFolder ✓, Trivida ○, Mango Mates ×, Mémoire ✓, Kitty Flap ×         | 12. Sep. 2022 | 1,96 Mio. |
| 113        | 4         | flasher ✓, Natural Goodies ×, GURU Granola ✓, hyrise ○, EasyMirror ×    | 19. Sep. 2022 | 1,72 Mio. |
| 114        | 5         | Meminto Stories ×, Gatepress ×, Blattgold ✓, GetMoBie ×, Clever Cakes ✓ | 26. Sep. 2022 | 1,65 Mio. |
| 115        | 6         | Silkslide Pro ✓, ichó ×, Memobild ×, Campus Held ○, Catrub ✓            | 3. Okt. 2022  | 1,73 Mio. |
| 116        | 7         | TRIGGid ✓, enteron/aquonic ○, BrunchBag ×, Taste Like ✓, OPLE Props ×   | 10. Okt. 2022 | 1,52 Mio. |
| 117        | 8         | Lazy Camping ○, Standsome ×, HistaFit ✓, Klettpack ×, Womatics ○        | 17. Okt. 2022 | 1,68 Mio. |

### Staffel 13
Die 13. Staffel wurde vom 3. April 2023 bis 29. Mai 2023 ausgestrahlt. Georg Kofler und Nico Rosberg traten nicht mehr als Löwen auf, stattdessen nehmen seit dieser Staffel Janna Ensthaler sowie Tillman Schulz in der Höhle Platz.

| Nr. (ges.) | Nr. (St.) | Teilnehmer                                                              | Premiere D    | Zuschauer |
| ---------- | --------- | ----------------------------------------------------------------------- | ------------- | --------- |
| 118        | 1         | Lockcard ✓, PlugVan ×, Mary Kwong ✓, cityscaper ×, Aquakallax ✓         | 3. Apr. 2023  | 1,88 Mio. |
| 119        | 2         | The Way Up ✓, Newma ×, Deckenblitz ✓, Tada Ramen ✓, Circleback ×        | 10. Apr. 2023 | 1,30 Mio. |
| 120        | 3         | Tinus ○, My Esel ×, Viva Maia ✓, Stack ✓, Kylies Cuppa ×                | 17. Apr. 2023 | 1,69 Mio. |
| 121        | 4         | Volummi ✓, Iceblock Putter ×, Articly ✓, Brilamo ✓, Wunschkapsel ×      | 24. Apr. 2023 | 1,77 Mio. |
| 122        | 5         | Interior Circle ○, Fruping ✓, Homb ×, Recoupling ○, eco-softfibre ×     | 1. Mai 2023   | 1,48 Mio. |
| 123        | 6         | ModulFix ✓, Headwave ×, eSelly ○, Foodwater ✓, Bearcover ×              | 8. Mai 2023   | 1,83 Mio. |
| 124        | 7         | Sauber Garten ×, MyGutachter ○, VeProsa ✓, Vole Light ×, O-Spring ✓     | 15. Mai 2023  | 1,65 Mio. |
| 125        | 8         | Frats ✓, Lovelstar ×, Lynes ✓, Häppysnäx ✓, Paleo Chair ×               | 22. Mai 2023  | 1,49 Mio. |
| 126        | 9         | sproutling ✓, kruut ×, Zebra Ice ✓, Hiddencontact ✓, Bildungsurlauber ○ | 29. Mai 2023  | 1,99 Mio. |

### Staffel 14
Die 14. Staffel startete am 28. August und wurde bis 16. Oktober 2023 ausgestrahlt. Judith Williams tritt nicht mehr als Löwin auf; an ihre Stelle tritt Tijen Onaran.

| Nr. (ges.) | Nr. (St.) | Teilnehmer                                                            | Premiere D    | Zuschauer |
| ---------- | --------- | --------------------------------------------------------------------- | ------------- | --------- |
| 127        | 1         | Dr. Vivien Karl ○, Brizza ×, Futurised ✓, Mitmalfilm ×, Akoua ×       | 28. Aug. 2023 | 1,83 Mio. |
| 128        | 2         | FreeMOM ✓, Bello Eis ×, Millis Zaubertücher ✓, Klangio ×, dripoff ✓   | 4. Sep. 2023  | 1,51 Mio. |
| 129        | 3         | Vegablum ✓, Natch ×, AnimalChat ○, KitchBo ✓, scentme ×               | 11. Sep. 2023 | 1,64 Mio. |
| 130        | 4         | Frinsh ✓, Urban Challenger ✓, Ruby ×, Sturfer ×, NuNi ○               | 18. Sep. 2023 | 1,49 Mio. |
| 131        | 5         | The Blood ○, Spacies ×, Sollso ×, TeaBlobs ✓, Cloou ×                 | 25. Sep. 2023 | 1,56 Mio. |
| 132        | 6         | Ölfreunde ✓, Compounder ×, Lookas ×, Herbal Spa ✓, Beezer ×           | 2. Okt. 2023  | 1,42 Mio. |
| 133        | 7         | BIOTherma ○, Racemates ×, Loggä ✓, myMonsi ×, JobSwop.io ✓            | 9. Okt. 2023  | 1,47 Mio. |
| 134        | 8         | hey circle ×, Peas of Joy ○, Schimmel Schock 4.0 ✓, Haepsi ×, Zeedz ✓ | 16. Okt. 2023 | 1,48 Mio. |

### Staffel 15
Die 15. Staffel wurde vom  8. April bis 10. Juni 2024 ausgestrahlt.

| Nr. (ges.) | Nr. (St.) | Teilnehmer                                                             | Premiere D    | Zuschauer |
| ---------- | --------- | ---------------------------------------------------------------------- | ------------- | --------- |
| 135        | 1         | Feschd ○, minimo ×, Casablanca ○, kukki ×, good decision ✓             | 8. Apr. 2024  | 1,30 Mio. |
| 136        | 2         | Steiner’s⁠ ✓, Pee & Bob ✓, Yoyo.tipps ×, La Cascara ✓, Multibex ×       | 15. Apr. 2024 | 1,43 Mio. |
| 137        | 3         | Betula Natura ○, Nutriomix ×, ByeByeToe ○, peers. ✓, Avoocadoo ×       | 22. Apr. 2024 | 1,36 Mio. |
| 138        | 4         | Unique United ×, GelatoPack ×, Mind Vacations ○, Ticksafe ✓, finizio × | 29. Apr. 2024 | 1,35 Mio. |
| 139        | 5         | Just Nosh ○, CHC ×, Bionic Toys ✓, Loremo ○, Fat Albert ×              | 6. Mai 2024   | 1,31 Mio. |
| 140        | 6         | Nature Pandan ○, Noac ×, Laemon ×, Khroom ○, Boulder Ball ×            | 13. Mai 2024  | 1,30 Mio. |
| 141        | 7         | Better be Bold ×, eWater.Bike ×, Crunchy Padella ○, fembites ×, Plux ○ | 27. Mai 2024  | 1,25 Mio. |
| 142        | 8         | Chipolos ✓, Jourries ✓, turn ×, Inventife ×, Hunderunde ✓              | 10. Juni 2024 | 1,11 Mio. |

### Staffel 16
Die 16. Staffel wurde vom 2. September bis zum 28. Oktober 2024 ausgestrahlt. Judith Williams kehrte in dieser Staffel als Löwin zurück. Ebenso traten die ehemaligen Löwen Frank Thelen und Jochen Schweizer als Gastlöwen auf. In der letzten Folge der Staffel erreichte die Show die 150. Folge. Zudem wurde das 10-jährige Jubiläum gefeiert.

| Nr. (ges.) | Nr. (St.) | Teilnehmer                                                        | Premiere D    | Zuschauer |
| ---------- | --------- | ----------------------------------------------------------------- | ------------- | --------- |
| 143        | 1         | Nayca ○, Topfi ✓, ratzfatz ○, VUP ×, Zockerhelden ✓               | 2. Sep. 2024  | 1,23 Mio. |
| 144        | 2         | Maleup ○, Triple20 ×, TJ-Motion ✓, Karanga ×, Micalé Visions ○    | 9. Sep. 2024  | 1,45 Mio. |
| 145        | 3         | Metorbike ✓, Tämptästic ×, Vlace ✓, Manti Manti ×, FiniBee ×      | 16. Sep. 2024 | 1,20 Mio. |
| 146        | 4         | Diamazing Beauty ○, Dogscan ×, Dübelix ✓, Lykaia ×, RocketTutor ✓ | 23. Sep. 2024 | 1,39 Mio. |
| 147        | 5         | Rollerback ×, WC-Star ✓, Lānin Labs ×, FourWays ✓, lixl ×         | 30. Sep. 2024 | 1,33 Mio. |
| 148        | 6         | PuriPet, Backboon, nomadi, Holocafé, alla/jen                     | 7. Okt. 2024  | 1,32 Mio. |
| 149        | 7         | fredis Kinderdusche, bae treat, CityCaddy, BULGURCUPS, SEASON     | 21. Okt. 2024 | 1,15 Mio. |
| 150        | 8         | Mudda Natur, Flash Chance, Cocooner, Bulletpoint, Cupbrella,      | 28. Okt. 2024 | 1,27 Mio. |

### Staffel 17
Die 17. Staffel wurde vom 28. April bis 23. Juni 2025 ausgestrahlt. Für Nils Glagau, Tijen Onaran und Tillman Schulz ist diese Staffel ihre Abschiedsstaffel.

### Staffel 18
Die 18. Staffel startet am 25. August auf VOX und jeweils eine Woche vor TV-Ausstrahlung auf RTL+. Frank Thelen kehrt nach langer Auszeit als Löwe zurück. Zudem gibt es erstmals Battle-Pitches, bei denen zwei Gründer jeweils eine Minute Zeit haben, die Löwen zu überzeugen, ihren Pitch vollständig präsentieren zu dürfen. Die Verlierer müssen die Höhle direkt wieder verlassen.

## Mitwirkende
| „Löwe“             | S 1 | S 2 | S 3 | S 4 | S 5 | S 6 | S 7 | S 8 | S 9 | S 10 | S 11 | S 12 | S 13 | S 14 | S 15 | S 16 | S 17 | S 18 |
| ------------------ | --- | --- | --- | --- | --- | --- | --- | --- | --- | ---- | ---- | ---- | ---- | ---- | ---- | ---- | ---- | ---- |
| Vural Öger         |     |     |     |     |     |     |     |     |     |      |      |      |      |      |      |      |      |      |
| Lencke Steiner     |     |     |     |     |     |     |     |     |     |      |      |      |      |      |      |      |      |      |
| Jochen Schweizer   |     |     |     |     |     |     |     |     |     |      |      |      |      |      |      |      |      |      |
| Frank Thelen       |     |     |     |     |     |     |     |     |     |      |      |      |      |      |      |      |      |      |
| Judith Williams    |     |     |     |     |     |     |     |     |     |      |      |      |      |      |      |      |      |      |
| Carsten Maschmeyer |     |     |     |     |     |     |     |     |     |      |      |      |      |      |      |      |      |      |
| Ralf Dümmel        |     |     |     |     |     |     |     |     |     |      |      |      |      |      |      |      |      |      |
| Georg Kofler       |     |     |     |     |     |     |     |     |     |      |      |      |      |      |      |      |      |      |
| Dagmar Wöhrl       |     |     |     |     |     |     |     |     |     |      |      |      |      |      |      |      |      |      |
| Nils Glagau        |     |     |     |     |     |     |     |     |     |      |      |      |      |      |      |      |      |      |
| Nico Rosberg       |     |     |     |     |     |     |     |     |     |      |      |      |      |      |      |      |      |      |
| Janna Ensthaler    |     |     |     |     |     |     |     |     |     |      |      |      |      |      |      |      |      |      |
| Tillman Schulz     |     |     |     |     |     |     |     |     |     |      |      |      |      |      |      |      |      |      |
| Tijen Onaran       |     |     |     |     |     |     |     |     |     |      |      |      |      |      |      |      |      |      |

| „Gastlöwe“           | S 1 | S 2 | S 3 | S 4 | S 5 | S 6 | S 7 | S 8 | S 9 | S 10 | S 11 | S 12 | S 13 | S 14 | S 15 | S 16 | S 17 | S 18 |
| -------------------- | --- | --- | --- | --- | --- | --- | --- | --- | --- | ---- | ---- | ---- | ---- | ---- | ---- | ---- | ---- | ---- |
| Anne & Stefan Lemcke |     |     |     |     |     |     |     |     |     |      |      |      |      |      |      |      |      |      |
| Sarna Röser          |     |     |     |     |     |     |     |     |     |      |      |      |      |      |      |      |      |      |
| Diana zur Löwen      |     |     |     |     |     |     |     |     |     |      |      |      |      |      |      |      |      |      |
| Frank Thelen         |     |     |     |     |     |     |     |     |     |      |      |      |      |      |      |      |      |      |
| Jochen Schweizer     |     |     |     |     |     |     |     |     |     |      |      |      |      |      |      |      |      |      |
| Lena Gercke          |     |     |     |     |     |     |     |     |     |      |      |      |      |      |      |      |      |      |
| Christian Miele      |     |     |     |     |     |     |     |     |     |      |      |      |      |      |      |      |      |      |

## Kritik

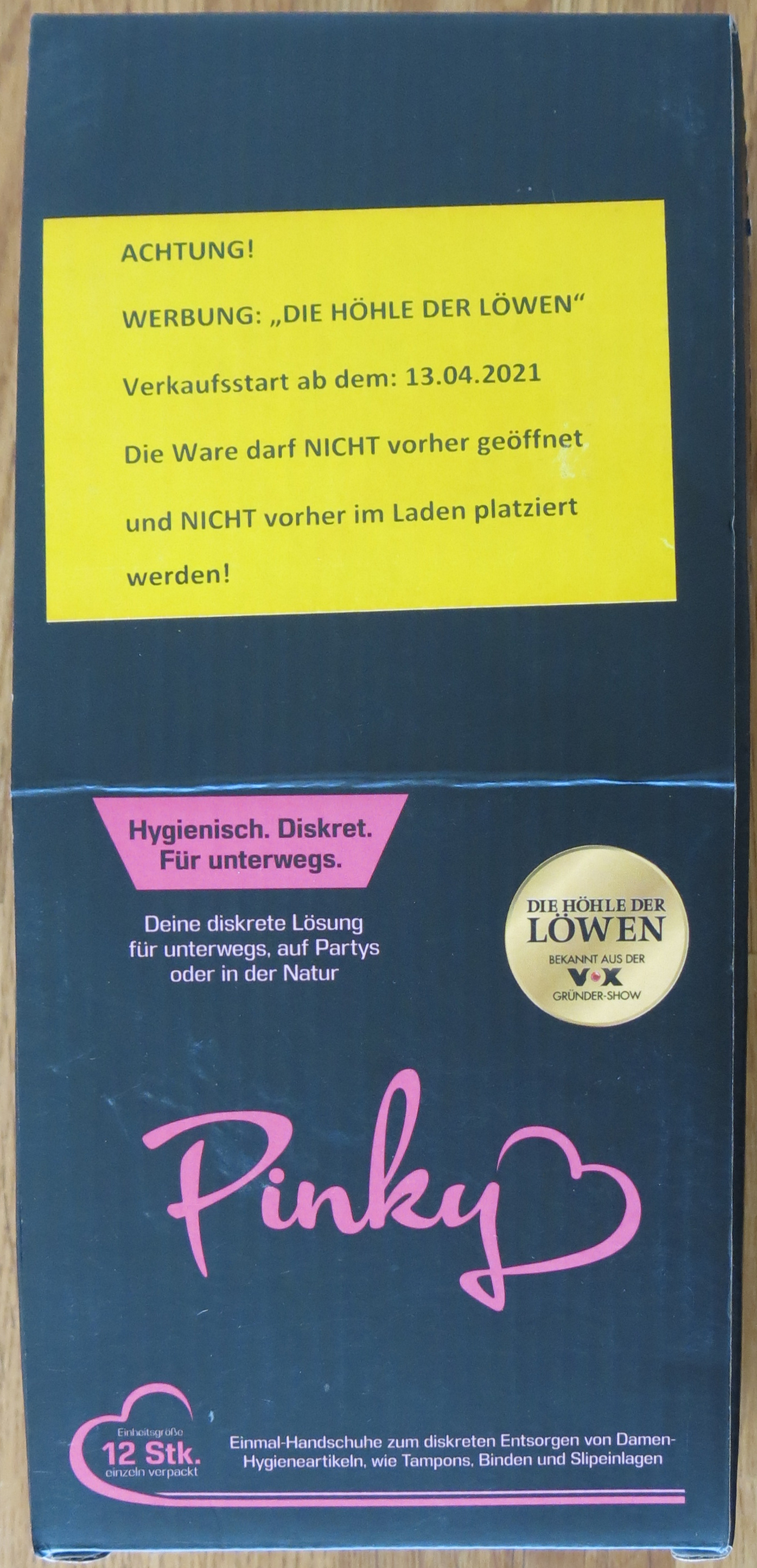
Pinky Gloves Menstruationshandschuhe Verkaufsverpackung mit Aufkleber für einen Verkaufsstart einen Tag nach Ausstrahlung der Episode 84 (12. Apr. 2021) und Hinweis auf die Werbung innerhalb der Sendung

In den Medien wurde immer wieder kritisiert, dass viele der in der Sendung geschlossenen Deals in den Nachverhandlungen von Investor und Unternehmensgründer nach der Sendung scheitern, obwohl in der Sendung ein Übereinkommen zwischen beiden Parteien getroffen wird. So sind 26 der 35 in Staffel eins und zwei geschlossenen Deals in den Verhandlungen nach der Show gescheitert, was einer Quote von knapp 75 % entspricht und womit nur neun Deals tatsächlich umgesetzt wurden. Ein Sprecher von VOX begründet das nachträgliche Scheitern vieler Deals damit, dass bei der Due-Diligence-Prüfung der Unternehmen nach der Sendung teilweise Unwahrheiten in den Aussagen der Gründer ans Licht kommen oder sich „Löwe“ und Gründer bezüglich bestimmter Vertragspunkte nicht einig werden. Zudem wurden Deals wieder aufgehoben, nachdem Konkurrenzprodukte entdeckt wurden oder bei einem gemeinsamen Investment zweier „Löwen“ sich einer der beiden nachträglich zurückzog.
In der dritten Staffel wurden mit 31 Deals fast genauso viele abgeschlossen wie in den Staffeln eins und zwei zusammen (35), die meisten hatten auch nach der Sendung Bestand. Ralf Dümmel investierte allein mehr als drei Millionen Euro in 22 Unternehmen.
Verbraucherschützer halten die Sendung für Werbung und definieren Die Höhle der Löwen als eine Art Homeshopping. Doch anders als bei QVC oder HSE24 stehe nicht „Dauerwerbesendung“ darüber. „Das wäre für den Verkauf der Höhle-der-Löwen-Produkte nicht attraktiv“.
Sehr kurz nach der Ausstrahlung, inzwischen sogar meist zeitgleich, stehen die Produkte schon zum Verkauf und werden mit „aus der Vox-Gründer-Show“ beworben, ohne dass diese ausreichend getestet werden. Beim Discounter Aldi wurde kurz nach der Einführung ein flüssiger Handydisplayschutz verkauft, der das Handy sogar gegen Hammerschläge schützen sollte. In der Praxis konnte dieser dem Versprechen nicht gerecht werden.
Kritisiert wird zudem der fehlende Mut der Investoren, soziale Projekte zu unterstützen. Der Pfandring und das Notfalltelefon für Kinder (Locca) erhielten keinen Zuschlag, trotz ihres klaren gesellschaftlichen Nutzens. Auch seien Sirplus und Suncrafter abgelehnt worden, weil man sich den langfristigen Nutzen nicht vorstellen wollte und keiner der Gründer in der Lage war, die praktische Umsetzung zu beurteilen. Bei anderen, stärker investment-getragenen Projekten seien aber selbst Detailfragen wie die Vertriebswege für Rentierfleisch kein Problem gewesen. Bei der Förderung nachhaltiger, zukunftsweisender Projekte stehe für die „Löwen“ hauptsächlich das Image, nicht der tatsächliche Nutzen des Projekts im Vordergrund.
Die „Löwin“ Dagmar Wöhrl bilanzierte sehr erfolgreiche Geschäftsmodelle sowie das Scheitern mancher Gründer an ihrem großen Ego: „Sie denken, nachdem sie einen Investor gefunden haben, ist das Ganze ein Selbstläufer. Da werden viel zu große Büros angemietet, teure Autos erworben und Freunde ins Unternehmen geholt, anstatt Angestellte mit Expertise. Leider erkennt man solche Entwicklungen nicht im Voraus.“

## Auszeichnungen und Nominierungen
Nominierungen
- Grimme-Preis 2015 in der Kategorie Unterhaltung[66]
- Deutscher Fernsehpreis 2017 in der Kategorie Bestes Factual Entertainment

Auszeichnungen
- Deutscher Fernsehpreis 2016 in der Kategorie Bestes Factual Entertainment[67]

## Trivia
VOX veröffentlicht in Zusammenarbeit mit dem Redline Verlag mit Erfolgreich Unternehmen gründen das Buch zur Sendung. Autor ist der langjährige Existenzgründungsberater und ehemalige Coach der Sendung Felix Thönnessen.
Zur fünften Staffel gab Gruner + Jahr eine gleichnamige Zeitschrift heraus, die nach zwei Ausgaben wieder eingestellt wurde.